# Орининська сільська рада
Ори́нинська сільська́ ра́да — орган місцевого самоврядування Орининської сільської громади Кам'янець-Подільського району Хмельницької області.

## Загальні відомості
Орининська сільська рада утворена в 1954 році.
- Територія ради: 60,503 км²
- Населення ради: 3321 особа (станом на 2001 рік)
- Територією ради протікає річка Жванчик

## Населені пункти
Сільській раді підпорядковані населені пункти:
- с. Адамівка
- с. Добровілля
- с. Кізя
- с. Оринин
- с. Підпилип'я
- с. Подоляни
- с. Привороття
- с. Ріпинці
- с. Теклівка.

## Склад ради
Рада складається з 20 депутатів та голови.
- Голова ради: Корженко Ірина Анатоліївна
- Секретар ради: Баліцька Тетяна Анатоліївна

### Керівний склад попередніх скликань
| Прізвище, ім'я, по батькові          | Основні відомості                                                                       | Дата обрання | Дата звільнення |
| ------------------------------------ | --------------------------------------------------------------------------------------- | ------------ | --------------- |
| Гайшук Валерій Петрович              | Сільський голова, 1949 року народження                                                  | 26.03.2006   | 31.10.2010      |
| Бернашевський Анатолій В'ячеславович | Сільський голова, 1972 року народження, освіта вища, безпартійний                       | 31.10.2010   | 18.03.2012      |
| Корженко Ірина Анатоліївна           | Сільський голова, 1981 року народження, освіта середня спеціальна, член Партії регіонів | 18.03.2012   |                 |

Примітка: таблиця складена за даними сайту Верховної Ради України

### Депутати
За результатами місцевих виборів 2010 року депутатами ради стали:

#### За суб'єктами висування
| Суб'єкт висування | Кількість обраних депутатів | %  |
| ----------------- | --------------------------- | -- |
| Самовисування     | 11                          | 55 |
| Народна партія    | 5                           | 25 |
| Партія регіонів   | 4                           | 20 |

#### За округами
| № округу        | Прізвище, ім'я, по батькові      | Дата визнання обраним | Освіта             | Партійна приналежність | Відомості про обраного депутата                                                    |
| --------------- | -------------------------------- | --------------------- | ------------------ | ---------------------- | ---------------------------------------------------------------------------------- |
| Народна Партія  |                                  |                       |                    |                        |                                                                                    |
| 4               | Ковальчук Анатолій Павлович      | 01.11.2010            | вища               | позапартійний          | загальноосвітня школа І-III ст. с. Оринин, директор                                |
| 9               | Махович Емілія Антонівна         | 01.11.2010            | вища               | позапартійна           | ДНЗ «Калинонька», с. Оринин, вихователь                                            |
| 10              | Семенов Олексій Петрович         | 01.11.2010            | середня спеціальна | позапартійний          | Лісний обход «Орининська дача», лісничий                                           |
| 18              | Гончар Валентина Костянтинівна   | 01.11.2010            | середня спеціальна | позапартійна           | ДНЗ «Калинонька», с. Оринин, завгосп                                               |
| 19              | Радченко Емілія Іванівна         | 01.11.2010            | середня спеціальна | позапартійна           | загальноосвітня школа І-III ст. с. Оринин, кухар                                   |
| Партія регіонів |                                  |                       |                    |                        |                                                                                    |
| 2               | Марчак Людмила Степанівна        | 01.11.2010            | вища               | позапартійна           | загальноосвітня школа І-III ст. с. Оринин, заступник директора по виховній частині |
| 6               | Баліцька Тетяна Анатоліївна      | 01.11.2010            | середня спеціальна | позапартійна           | Сільська рада, с. Оринин, секретар                                                 |
| 12              | Петрушевська Наталія Анатоліївна | 01.11.2010            | вища               | позапартійна           | загальноосвітня школа І-III ст. с. Оринин, вчитель                                 |
| 16              | Тернова Світлана Миколаївна      | 01.11.2010            | середня спеціальна | позапартійна           | Сільська рада, с. Оринин, спеціаліст-землевпорядник                                |
| Самовисування   |                                  |                       |                    |                        |                                                                                    |
| 1               | Шаповалова Людмила Василівна     | 01.11.2010            | вища               | позапартійна           | Районна лікарня, с. Оринин, лікар-педіатр                                          |
| 3               | Степчук Олена Петрівна           | 01.11.2010            | вища               | позапартійна           | загальноосвітня школа І-III ст. с. Оринин, вихователь                              |
| 5               | Безверхий Павло Васильович       | 11.06.2012            | вища               | позапартійний          | тимчасово не працює                                                                |
| 7               | Олійник Сергій Володимирович     | 01.11.2010            | середня            | позапартійний          | приватний підприємець                                                              |
| 8               | Молдован Неля Михайлівна         | 01.11.2010            | вища               | позапартійна           | загальноосвітня школа І-III ст. с. Оринин, вчитель                                 |
| 11              | Кузьмін Андрій Дмитрович         | 11.06.2012            | середня            | позапартійний          | тимчасово не працює                                                                |
| 13              | Біла Валентина Миколаївна        | 01.11.2010            | середня спеціальна | позапартійна           | Фермерське господарство «Колос-Агро», головний бухгалтер                           |
| 14              | Плющ Інна Олександрівна          | 10.06.2013            | середня            | член Партії регіонів   | Орининська сільська рада, діловод                                                  |
| 15              | Головатюк Лариса Володимирівна   | 01.11.2010            | вища               | позапартійна           | Сільська рада, с. Оринин, головний бухгалтер                                       |
| 17              | Мельничук Віктор Володимирович   | 01.11.2010            | середня спеціальна | позапартійний          | Фермерське господарство «Колос-Агро», бригадир тракторної бригади                  |
| 20              | Варик Оксана Володимирівна       | 10.06.2013            | середня спеціальна | позапартійна           | безробітна                                                                         |